# Matemale
Matemale település Franciaországban, Pyrénées-Orientales megyében. Lakosainak száma 279 fő (2022. január 1.). Matemale Formiguères, Railleu, Caudiès-de-Conflent, La Llagonne és Les Angles községekkel határos.

## Földrajz

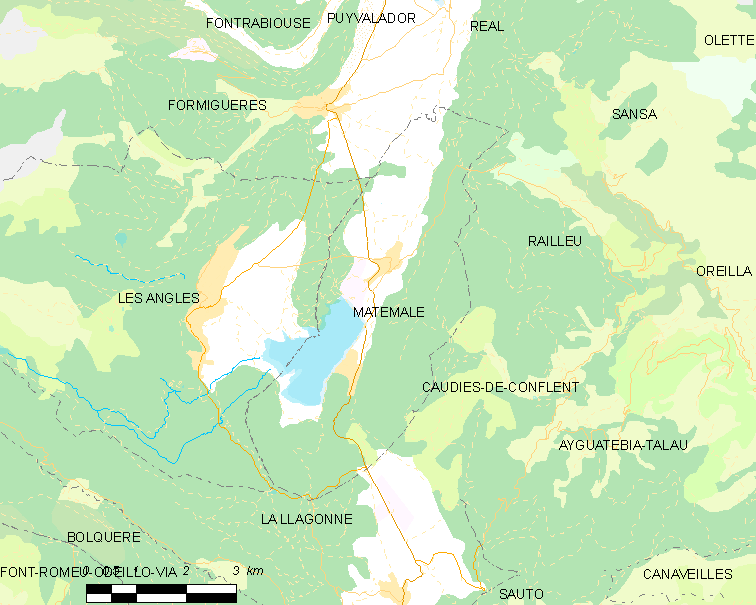
Matemale és környéke

## Népesség
A település népességének változása:
| Lakosok száma | 275  | 268  | 270  | 267  | 272  | 277  | 277  | 278  | 279  |
|               | 2013 | 2015 | 2016 | 2017 | 2018 | 2019 | 2020 | 2021 | 2022 |